# Bitwa pod Posadą
Bitwa pod Posadą – starcie zbrojne, które miało miejsce w dniach 9–12 listopada 1330 roku pomiędzy siłami wojewody wołoskiego Basaraba a króla węgierskiego Karola Roberta.
Niewielkiej armii wołoskiej Basaraba, składającej się z konnicy i pieszych łuczników oraz miejscowych chłopów i pasterzy, udało się wciągnąć w zasadzkę i pobić 30-tysięczną armię węgierską w górzystym regionie na pograniczu Oltenii i Severinu.
Bitwa przyniosła wspaniałe zwycięstwo Wołochom i katastrofę Karolowi Robertowi, co stało się punktem zwrotnym w polityce królestwa węgierskiego muszącego – w zaistniałej sytuacji – odstąpić od planów sięgnięcia po wybrzeże Morza Czarnego. Dla Wołoszczyzny zwycięstwo oznaczało wzrost morale i początek dążenia do uniezależnienia się od ościennych potęg.

## Podłoże konfliktu

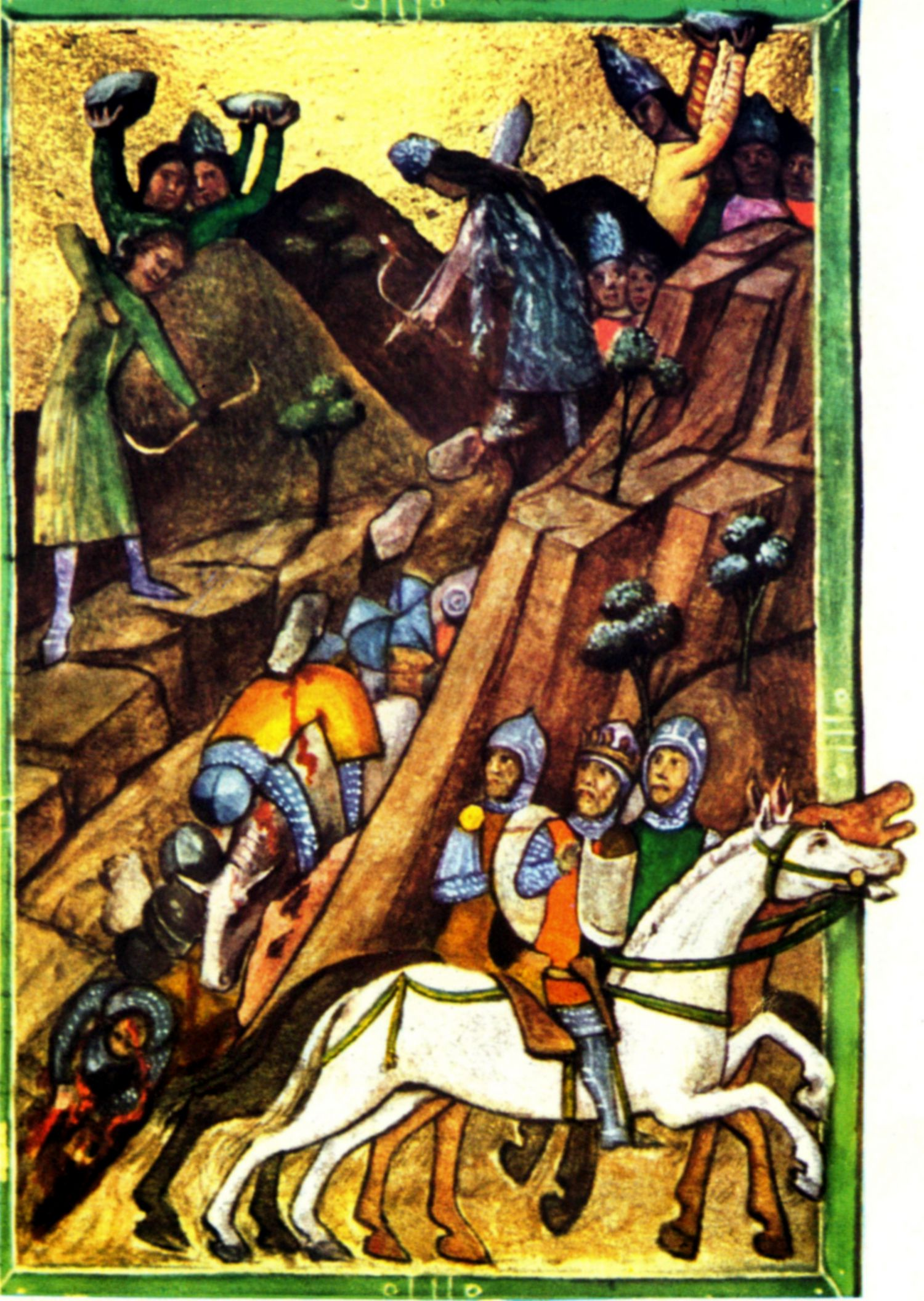
Armia Karola Roberta zaskoczona w wąwozie pod Posadą

Do podjęcia kroków wojennych zachęcał króla wojewoda Siedmiogrodu oraz niejaki Dionizy, który później otrzymał tytuł bana Severinu. W roku 1330 Karol Robert zdobył będącą przedmiotem sporów wołoską fortecę Drobeta-Turnu Severin i oddał ją we władanie wojewodzie siedmiogrodzkiemu.
Basarab wysłał do króla posłów, którzy w jego imieniu prosili o zaprzestanie działań wojennych, obiecując w zamian 7000 grzywien srebra, zostawiając fortecę Severin w rękach Karola Roberta i oddając Basarabowego syna jako zakładnika. Według zapisków węgierskiej Kroniki Ilustrowanej z epoki Karol Robert miał odpowiedzieć posłom Basaraba: „On jest (tylko) pasterzem moich owiec, a ja ściągnę go za brodę z tych jego gór”.
Doradcy królewscy prosili go o przyjęcie oferty, lub o przynajmniej łagodniejszą odpowiedź, lecz władca odmówił i poprowadził swą 30-tysięczną armię w głąb Wołoszczyzny „bez odpowiedniego zaopatrzenia czy też rozpoznania”. Basarab, którego armia była mała i słaba, nie mógł przyjąć bitwy w polu, więc postanowił cofać się głębiej w Karpaty Południowe).
Karol Robert wkroczył do Curtea de Argeș, głównego miasta Wołoszczyzny. Zorientowawszy się, że Basarab uciekł w góry, postanowił go ścigać. Po wielu dniach uciążliwych marszów, gdy armia zaczęła głodować, król i Basarab zgodzili się na zawieszenie broni, przy czym ten ostatni miał zapewnić przewodników znających wyśmienicie góry i gotowych wyprowadzić armię węgierską najkrótszą drogą na Nizinę Panońską. Węgrzy nie zdawali sobie sprawy, że przewodnicy otrzymali polecenie wciągnąć ich w pułapkę.
Gdy armia węgierska znalazła się w ciasnym wąwozie o stromych ścianach, posypały się na nią głazy, kłody drzewa i strzały z łuków.

## Bitwa i jej skutki

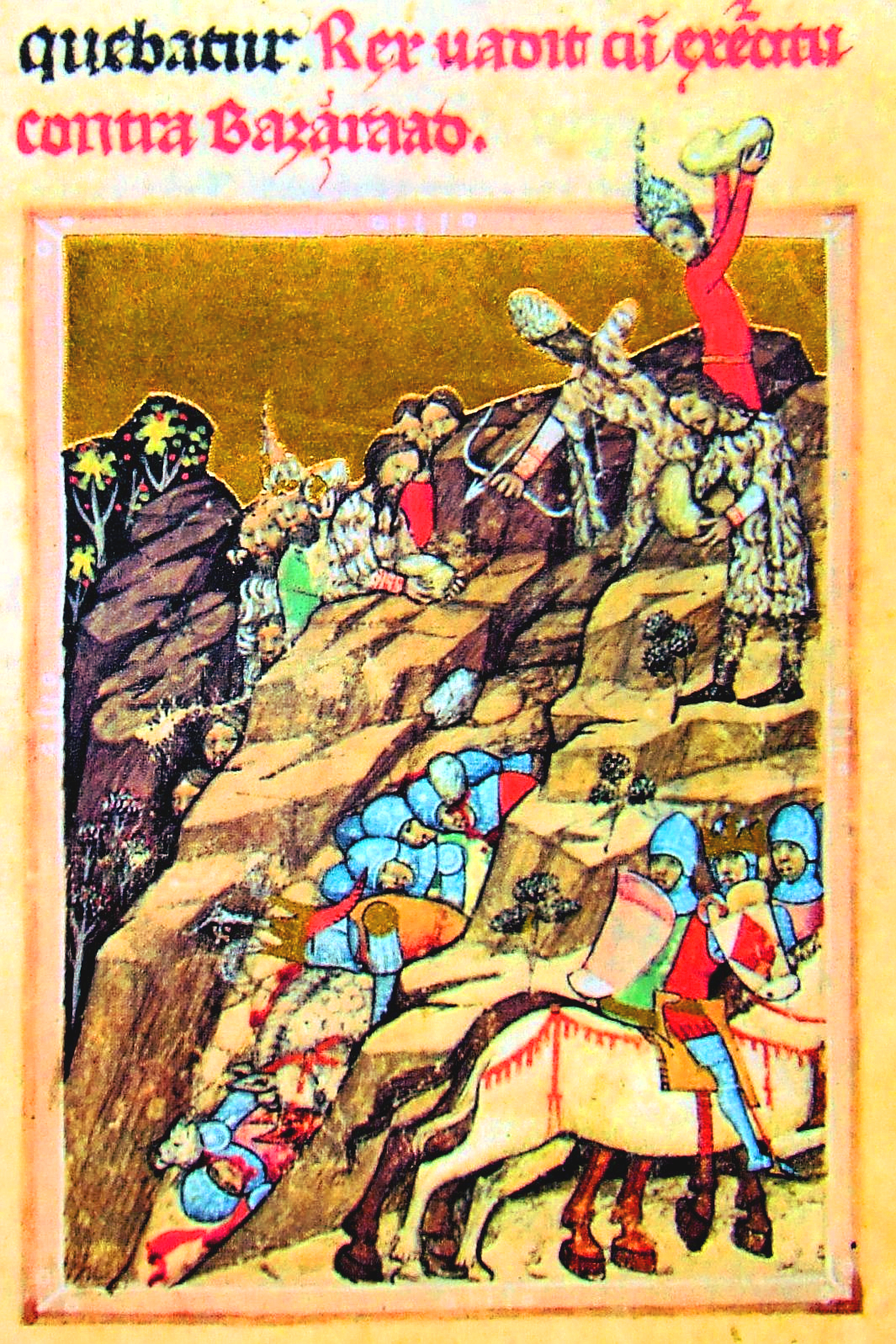
Zasadzka pod Posadą według Képes Krónikában (1358)

Miejsce, w którym rozegrała się bitwa, jest ciągle przedmiotem debat historyków. Jedni (jak np. Matila Ghyka) uważają, że mogła się ona toczyć w którymś z górskich wąwozów w pobliżu doliny Olt w Siedmiogrodzie. Pogląd taki jest jednak odrzucany przez rumuńskiego historyka Neagu Djuvarę, który twierdzi, że miejsce starcia musiało znajdować się gdzieś na granicy regionów Oltenia i Caraș-Severin.
Dowodzona bezpośrednio przez Basaraba armia wołoska liczyła prawdopodobnie mniej niż 10 000 ludzi: po części kawalerii i pieszych łuczników; resztę stanowili zebrani naprędce miejscowi chłopi i górale-pasterze. Gdy Karol Robert zobaczył, jak jego najlepsi rycerze padają pod gradem kamieni bez szansy na walkę czy choćby obronę, a drogi odwrotu odcina wołoska konnica, zamienił swe królewskie szaty na ubranie któregoś z oficerów – „ten zginął niebawem pod gradem strzał i kamieni” – i w otoczeniu kilku wiernych poddanych ratował się ucieczką do dalekiego Wyszehradu „przebrany w brudne, plebejskie szaty”.
Karol Robert był cytowany w dokumencie w 13 grudnia 1335 roku, gdzie informował, że niejaki „Mikołaj, syn Radosława” uratował mu życie wdając się w walkę z pięcioma wołoskimi wojownikami, co ułatwiło królowi ucieczkę.
Ogromna większość węgierskiej armii – w tym wielu pasowanych rycerzy – poległa; wśród zabitych był wzmiankowany wojewoda siedmiogrodzki oraz duchowny, który towarzyszył władcy.
Zwycięstwo oznaczało uniezależnienie się Wołoszczyzny i początki własnej państwowości. Z drugiej strony było początkiem długiego okresu napięć węgiersko-wołoskich, które zakończyły się dopiero w roku 1344, kiedy Basarab posłał na dwór w Budzie swego syna Nicolae Alexandru jako zakładnika dobrej woli dla przywrócenia dobrosąsiedzkich stosunków.
Ze względu na swe zasoby finansowe Królestwo Węgierskie szybko odbudowało swe siły militarne, ale wkrótce (w roku 1337) znalazło się w konflikcie zbrojnym ze Świętym Cesarstwem Rzymskim. Przez cały też czas, dopóki sprawy sporne nie zostały rozwiązane na drodze dyplomatycznej, król Węgier był de jure suzerenem Wołoszczyzny.